# Halleorchis
Halleorchis é um género botânico pertencente à família das orquídeas (Orchidaceae), originário da África.